# Simon Sänderl
Simon Sänderl (* 30. September 1800 in Malgersdorf, Niederbayern; † 22. Februar 1879 in New Haven, Kentucky) war ein deutscher Missionar. Er wird als Indianerapostel bezeichnet.

## Leben
Sänderl wurde am 30. September 1800 als Sohn des Schusters an der Bruck in Malgersdorf in Niederbayern geboren und erhielt am 2. Juni 1825 in Passau die katholische Priesterweihe. Nach einigen Jahren seelsorgerischen Wirkens in der Passauer Diözese trat er in Redemptoristen-Orden ein, der 1820 in Wien von Klemens Hofbauer gegründet wurde. Nach dem  Noviziat in Wien legte Sänderl am 8. Juli 1829  die Ordensgelübde ab.

### Reise nach Nordamerika
Um diese Zeit kam der deutschstämmige apostolische Vikar von Cincinnati, Friedrich Rese, nach Europa, um Geld für die neu gegründeten Bistümer in Nordamerika zu sammeln. Den Redemptoristen-Orden bat er um einige Missionare für die amerikanischen Katholiken. Ausgewählt wurden neben Sänderl noch Franz Hätscher, früher Missionar in der Türkei, Franz Xaver Tschenhens, ein Württemberger und drei Laienbrüder. Am 6. März 1832 reisten sie von Wien über Triest, das Mittelmeer und den Atlantischen Ozean nach New York, wo sie am 20. Juni landeten.
Nach kurzem Aufenthalt in New York setzten sie ihre Reise bis Cincinnati fort und begannen im Michigan-Territorium ihre Missionstätigkeit.

### Missionstätigkeit
Rese, inzwischen Bischof von Detroit, schickte Sänderl nach Arbre Croch (heute Cross Village (Michigan)) in Emmet County  zu den Ottawa-Indianern, die unweit des Michigansees siedelten. Sänderl hatte in kurzer Zeit Englisch und Französisch gelernt und eignete sich auch die Sprachen der Ottawas und der Chippewas an. Er beherrschte die Sprachen so gut, dass er später einen eigenen Katechismus für sie herausgab und ein Lexikon für Missionare abfasste.
Um die Indianer für sich zu gewinnen, nahm Sänderl vieles von ihren Bräuchen und ihrer Lebensart an, so dass diese ihm ihr Vertrauen schenkten, seinen Erzählungen lauschten und ihm Anteile an der Jagdbeute abgaben.
Um für das geistliche Wohl der Indianer besser sorgen zu können, gründete Sänderl drei Dörfer, in denen nur katholische Indianer wohnen durften. Die Indianer nahmen die katholischen Bräuche an und versammelten sich morgens und abends in der Kirche zum gemeinsamen Gebet. Viele Indianer kamen von weit her zur Messe, selbst bei großer Kälte. Etwa zwei Jahre, von 1833 bis 1835, arbeitete Sänderl bei den Indianern, bis er von Franz Pierz abgelöst wurde.
Die nächste Station Sänderls war Canton in Ohio, wo er dem dortigen Pfarrer aushalf. Drei weitere Jahre lebte er unter Indianern in Grenbay, Norwalk, zusammen mit seinem Bruder Vitus. Bis 1847 arbeitete Sänderl außerdem in Rochester, Pittsburg, Baltimore und Monroe.

### Reise ins heilige Land, Übertritt in den Trappistenorden und Tod
Aus verschiedenen Gründen trat Sänderl 1847 aus der Redemptoristen-Orden aus. Er reiste ins Heilige Land, wozu er sich wegen Errettung aus einer Lebensgefahr durch ein Gelübde verpflichtet hatte. Im Jahre 1850 trat er, wieder in Nordamerika, in den Trappistenorden ein und wurden einige Jahre darauf Novizenmeister. Er lebte noch 29 Jahre in diesem Orden und starb am 22. Februar 1879 in der Trappistenabtei Gethsemani in New Haven, Kentucky.